# アルトゥル・コテンコ
アルトゥル・コテンコ (Artur Kotenko、1981年8月20日 - ) は、旧ソビエト連邦、エストニア、タリン出身のサッカー選手。ポジションはGK。

## 代表
- U-21エストニア代表
  - 2試合出場
- エストニア代表 2004-2013
  - 27試合出場